# Opius laevigatus
Opius laevigatus är en stekelart som först beskrevs av Forster 1862.  Opius laevigatus ingår i släktet Opius och familjen bracksteklar. Inga underarter finns listade i Catalogue of Life.